# Garcihernández
Garcihernández és un municipi de la província de Salamanca, a la comunitat autònoma de Castella i Lleó. Limita amb Alba de Tormes i Peñaranda de Bracamonte.

## Demografia
| 1991 | 1996 | 2001 | 2004 |
| ---- | ---- | ---- | ---- |
| 667  | 615  | 611  | 596  |